# Леб'яжинська сільська рада (Єгор'євський район)
Леб'я́жинська сільська рада (рос. Лебяжинский сельский совет) — сільське поселення у складі Єгор'євського району Алтайського краю Росії.
Адміністративний центр — село Леб'яже.

## Населення
Населення — 1951 особа (2019; 2045 в 2010, 2366 у 2002).

## Склад
До складу сільської ради входять:
| Населений пункт       | Населення, осіб (2002) | Населення, осіб (2010) |
| --------------------- | ---------------------- | ---------------------- |
| Леб'яже, село         | 1488                   | 1290                   |
| Перешиєчний, селище   | 762                    | 642                    |
| Піщаний Борок, селище | 116                    | 113                    |